# Nele Maar
Nele Maar (geb. 1938 in Berlin als Nele Ballhaus) ist eine deutsche Buchautorin, die 1989 mit dem deutschen Jugendliteraturpreis ausgezeichnet wurde.

## Leben
Maar ist die Tochter des Schauspieler-Ehepaars Oskar Ballhaus und Lena Hutter, die das heute von Maars Tochter Anne geleitete Fränkische Theater in Bamberg gründeten. Ihr Bruder war der Kameramann Michael Ballhaus.
Sie studierte nach ihrem Abitur Psychologie in Tübingen und absolvierte anschließend eine Ausbildung zur Familientherapeutin. Danach arbeitete sie als Psychotherapeutin in einer Gemeinschaftspraxis in Bamberg.
Nele Maar ist mit dem Kinderbuchautor Paul Maar (* 1937) verheiratet, mit dem sie Kinderbücher aus dem Englischen übersetzt hat. Das Ehepaar hat drei Kinder, darunter Anne Maar und Michael Maar, die ebenfalls Schriftsteller sind.
Nele Maar leidet seit 2016 an der Alzheimer-Krankheit.

## Auszeichnungen
- 1989: Deutscher Jugendliteraturpreis[1]

## Schriften
- mit Verena Ballhaus: Papa wohnt jetzt in der Heinrichstraße. Zürich: Orell Füssli, 1998. ISBN 3-7152-0363-3
- mit Heidemarie Brosche: Wie meine Eltern? Mütter und Väter denken über ihren Eltern-Schatten nach. Zürich: Orell Füssli, 2004. ISBN 3-7152-1044-3
- mit Brigitte Basle: Alte Rituale, neue Rituale. Geborgenheit und Halt im Familienalltag. Freiburg im Breisgau: Verlag Herder, 1999. ISBN 3-451-26230-4
- mit John Lithgow, C. F. Payne und Paul Maar: Oliver, der Megastar. Verlag Sauerländer, 2001. ISBN 3-7941-4823-1